# Đa-Bút-Kultur
| Prähistorische Kulturen Vietnams | Prähistorische Kulturen Vietnams |
| Altsteinzeit                     | Altsteinzeit                     |
| -------------------------------- | -------------------------------- |
| Dieu-Kultur                      | ca. 30.000 v. Chr.               |
| Sơn-Vi-Kultur                    | 20.000–12.000 v. Chr.            |
| Mittelsteinzeit                  |                                  |
| Hòa-Bình-Kultur                  | 12.000–10.000 v. Chr.            |
| Jungsteinzeit                    |                                  |
| Bắc-Sơn-Kultur                   | 9.000–5.000 v. Chr.              |
| Quỳnh-Văn-Kultur                 | 3.000–1 v. Chr.                  |
| Đa-Bút-Kultur                    | 4.000–1.700 v. Chr.              |
| Bronzezeit                       |                                  |
| Phùng-Nguyên-Kultur              | 2.000–1.500 v. Chr.              |
| Đồng-Đậu-Kultur                  | 1.500–1.000 v. Chr.              |
| Gò-Mun-Kultur                    | 1.000–700 v. Chr.                |
| Đông-Sơn-Kultur                  | 800 v. Chr.–200 n. Chr.          |
| Eisenzeit                        |                                  |
| Sa-Huỳnh-Kultur                  | 500 v. Chr.–100 n. Chr.          |
| Óc-Eo-Kultur                     | 1–630 n. Chr.                    |

Die neolithische Đa-Bút-Kultur ist in Vietnam bezeugt und florierte von etwa 4500 bis 1700 v. Chr. Sie ist nach dem Fundort Đa Bút benannt. Die Keramik dieser Kultur ist in Korbmodeln hergestellt worden und hat deshalb an der Außenseite die typische Musterung von Körben. Die Gefäße haben einen runden Boden und sind meist nach oben hin offen. Typische Werkzeuge, die man bei Ausgrabungen fand, sind Steinäxte. Gemüse wurden angebaut und der Fischfang ist bezeugt. 